# Anaglyptus humerosus
Anaglyptus humerosus är en skalbaggsart som först beskrevs av Louis Alexandre Auguste Chevrolat 1863.  Anaglyptus humerosus ingår i släktet Anaglyptus och familjen långhorningar. Inga underarter finns listade i Catalogue of Life.